# サージェント・ペパーズ・ロンリー・ハーツ・クラブ・バンド (曲)
「サージェント・ペパーズ・ロンリー・ハーツ・クラブ・バンド」（Sgt. Pepper's Lonely Hearts Club Band）は、ビートルズの楽曲である。1967年に発売された8作目のイギリス盤公式オリジナル・アルバム『サージェント・ペパーズ・ロンリー・ハーツ・クラブ・バンド』にオープニング・トラック及び表題曲として収録された。レノン＝マッカートニー名義だが、主にポール・マッカートニーによって書かれた。また、アルバムのB面5曲目には、歌詞の一部を変更し、アップテンポなアレンジとなったリプライズ・バージョンが収録された。歌詞はこのアルバム全体を演奏しているという架空のバンドを紹介する内容という設定になっている。
楽曲の発表後、シングル盤やコンピレーションアルバムに収録されたほか、ジミ・ヘンドリックスやU2など多くのアーティストによってカバーされた。

## 背景
1966年11月に休暇を終えてイングランドへ帰るフライトの途上、ポール・マッカートニーに「アルバム全体でロールプレイを行う」というアイディアが浮かんだ。各メンバーを「ロンリー・ハーツ・クラブ・バンド」の一員という別人格に置き換えて、観客の前でコンサートを行うというものである。マッカートニーがそれを思いついたのは、ローディーのマル・エヴァンズと飛行機内での食事中に、エヴァンスが小声で「ソルト・アンド・ペッパー」と言ったのを、マッカートニーが聞き間違えた。このやりとりが『サージェント・ペパーズ・ロンリー・ハーツ・クラブ・バンド』のコンセプトと曲につながった。プロデューサーのジョージ・マーティンによれば、曲はアルバム制作に先立ってレコーディングされたが、その時すでにサージェント・ペパーのキャラクターに基づいたコンセプト・アルバムのアイディアが生まれていたという。
グループのロード・マネージャー、ニール・アスピノールはペパー軍曹を進行役にして、アルバムの最後にリプライズを行うアイディアを提案した。彼の日記では、エヴァンズが曲に貢献しただろうとも書いてある。ジョン・レノンはサージェント・ペパーのアイディアはマッカートニーが作ったものだと考えている。
「サージェント・ペパーズ・ロンリー・ハーツ・クラブ・バンド」や他の曲の歌詞を含むマッカートニーのノートが1998年に競売に出されている。

## レコーディング
「サージェント・ペパーズ・ロンリー・ハーツ・クラブ・バンド」のレコーディングは、EMIレコーディング・スタジオのスタジオ2で行われ、マーティンがプロデュースし、ジェフ・エメリックがエンジニアリングを手がけた。レコーディングは1967年2月1日に開始され、ベーシック・トラックは初日で完成し、4トラック・レコーダーのトラック1にはエレクトリック・ギターとドラムが録音された。9テイク録音されたうち、完奏したのはテイク1とテイク9のみとなっている。その後テイク9のトラック2にダイレクト・インジェクション・トランスフォーマー・ボックスを使用してマッカートニーのベースがオーバー・ダビングされた。翌日、テイク9のトラック4にマッカートニーのリード・ボーカルおよびジョージ・ハリスンとレノンのハーモニー・ボーカルが録音され、トラック3にその他のボーカルが録音された。その後リダクションが行われ、2本目のトラック1に楽器、トラック2にボーカルがバウンスされた。マーティンはテイク10と称されたラフ・ミックスを基に、フレンチ・ホルンのスコアを書き、この1か月後に外部ミュージシャンによるホーン・セクションがトラック3に録音され、別のトラックにマッカートニーのリードギターが録音された。レコーディングは、3月6日にテープのトラック2にサウンド・エフェクトを追加して完了となった。

## 曲の構成
アルバム『サージェント・ペパーズ・ロンリー・ハーツ・クラブ・バンド』のオープニング・トラックで、曲は観客の賑やかなおしゃべりとオーケストラのチューニング音で幕を開ける。チューニング音は2月10日の「ア・デイ・イン・ザ・ライフ」のオーケストラ・セッションから。演奏が始まると、バンドがメンバーを紹介する。また、フレンチ・ホルンのセクションで聴こえる観客の笑い声は、マーティンが録音したコメディ・レビュー『ビヨンド・ザ・フリンジ』のケンブリッジ・アーツ・シアター公演をサウンド・エフェクト用に編集したテープから抜き出したもので、曲の最後でシンガーとして紹介されたビリー・シアーズを迎える歓声は、マリアン・ホールで行われたコンサートで録音されたもので、実際に歓声を浴びたのはブレンダン・オダウダであった。
全体の構成は下記のようになっている。
1. 導入（インストゥルメンタル）
2. ヴァース
3. ブリッジ（インストゥルメンタル）
4. リフレイン
5. ブリッジ
6. ヴァース
7. 楽器によるブリッジ及び「ウィズ・ア・リトル・ヘルプ・フロム・マイ・フレンズ」へのつなぎ[11]。

Gメジャーの音階にあり、4分の4拍子である。フレンチ・ホルンのカルテットは音に厚みを出すために使用されている。

### リプライズ
「サージェント・ペパーズ・ロンリー・ハーツ・クラブ・バンド (リプライズ)」（Sgt. Pepper's Lonely Hearts Club Band (Reprise)）は、オープニング・ナンバーのリプライズ・バージョンにあたり、歌詞はオープニング曲と異なり短めでタイトルコールを複数回合唱するという構成の楽曲。オープニング・ナンバーは基本的に音階がG majorで構成されていたが、リプライズではFで始まり、転調してGに戻る。曲はディストーションをかけたギター（演奏はレノンとハリスンで「ヘンドリックス・コード」をつまびかれて始まる。その後にマッカートニーは「1..2..3..4,」とカウントをして、2と3の間でレノンは冗談めいて「Bye!」と付け加えている。
リプライズ・バージョンは、アスピノールの「『ウェルカム・ソング』があるならば、『グッバイ・ソング』もあるべき」というアイデアから生まれた。曲はオープニング版と同じメロディを持ってきているが、歌詞が異なり、「It's wonderful to be here」からのセクションが省略された。演奏時間は1分18秒と短く、ビートルズの曲の中で短いもののうちの1つである。リプライズ・バージョンは1967年4月1日にEMIレコーディング・スタジオのスタジオ1でレコーディングが行われ、1本のテープの4トラックのみを使って完成した。4トラック・レコーダーのトラック1にリズムギターとリードギターとハモンドオルガン、トラック2にオーバー・ダビングされたベース、トラック3にレノン、マッカートニー、ハリスンのボーカルが録音された。なお、トラック4にはマッカートニーのガイド・ボーカルが入っていたが、テイク9で消去されてパーカッションが録音された。
曲の最後にマーティンが以前録音していた拍手喝采のサンプリングが入り、アルバムの最後の曲「ア・デイ・イン・ザ・ライフ」へと続く。

## リリース
イギリスでは1967年6月1日に、アメリカでは1967年6月2日にLPで発表された。
1976年にビートルズとEMIの録音契約が切れると、EMIはビートルズのカタログから自由に再発売ができるようになり、1978年9月30日にイギリスで「サージェント・ペパーズ・ロンリー・ハーツ・クラブ・バンド/ウィズ・ア・リトル・ヘルプ・フロム・マイ・フレンズ」がシングル盤としてパーロフォンより発売された。B面は「ア・デイ・イン・ザ・ライフ」であった。シングルはキャピトル・レコードによってアメリカで8月14日に発売され、日本では1978年10月5日に東芝EMIより発売された。この年の7月にはミュージカル映画『サージェント・ペパーズ・ロンリー・ハーツ・クラブ・バンド』が公開された。
| チャート (1978年 - 1987年) | 最高位 |
| -------------------------- | ------ |
| オランダ (Single Top 100)  | 92     |
| UK シングルス (OCC)        | 63     |
| US Billboard Hot 100       | 71     |
| US Cash Box Top 100        | 92     |
| US Record World Chart      | 103    |

ベスト・アルバム『ザ・ビートルズ1967年〜1970年』（1973年）、リミックス・アルバム『イエロー・サブマリン 〜ソングトラック〜』（1999年）にも収録された。また、1996年に発売された『ザ・ビートルズ・アンソロジー2』に、リプライズ・バージョン（テイク5）のオーバータブ前の音源が収録された。
2006年にシルク・ドゥ・ソレイユの公演のサウンドトラック・アルバムとして発売された『LOVE』には、他のビートルズの楽曲の要素とコラージュしたリプライズ・バージョンが収録された。
2017年に発売された『サージェント・ペパーズ・ロンリー・ハーツ・クラブ・バンド (50周年記念アニバーサリー・エディション)』には、オープニング・トラックのテイク1と9、リプライズ・バージョンのテイク8が収録された。

## マッカートニーによるライブでの演奏やカバー・バージョン
1966年8月のアメリカツアーをもってライブ活動を終えていたことから、ビートルズとして「サージェント・ペパーズ・ロンリー・ハーツ・クラブ・バンド」をライブで演奏したことはなかった。
1967年、ジミ・ヘンドリックスはシャフツベリー・アベニューにあるサヴィル・シアターで開催されたライブでこの曲を演奏した。シアターはブライアン・エプスタインから貸し出された。レコードが発売されてからわずか3日後のことであり、観客の中にはマッカートニーがいた。1970年のワイト島音楽祭でのヘンドリックスの別バージョンのライブ演奏が、彼の亡き後に発売されたアルバム『ブルー・ワイルド・エンジェル〜ワイト島のジミ・ヘンドリックス』に収録された。
1979年5月19日に行われたエリック・クラプトンの結婚式にマッカートニー、ハリスン、スターが参加し、クラプトンを加え本曲が演奏された。
1988年にヘア・メタルバンドのジナトラがヨーロッパでのアリーナツアーで演奏した。2004年に発売されたセルフタイトルのアルバムに収録された「ペパーマニア」という楽曲内で、本作の一部がカバーされている。
マッカートニーは1989年9月から開催されたワールドツアーで披露。本ツアーでは、「サージェント・ペパーズ・ロンリー・ハーツ・クラブ・バンド」を披露した後、長めのギターソロを挟み、そのままリプライズ・バージョンへ繋げるメドレー方式で披露された。その後のライブでは、リプライズ・バージョンを演奏した後にメドレーで「ジ・エンド」を持ってくることが多い。
2005年6月2日、マッカートニーとU2はこの曲を、ロンドンのハイド・パークで行われたチャリティー・コンサート、LIVE 8の冒頭で演奏した。LIVE 8がライヴエイドからちょうど20年後に開催されたことを祝う意味で、「20年前」という歌詞で始まるこの曲が選ばれた。チャリティーのためのシングルは翌日にiTunesで発売され、今までで最も早く売れたオンラインの曲としてワールドレコードに輝いた。『ビルボード』誌のHot 100で最高位48位、Digital Songsで最高位12位を記録。
2007年にアルバム『サージェント・ペパーズ・ロンリー・ハーツ・クラブ・バンド』の発表40周年を記念して制作されたテレビ番組『It Was 40 Years Ago Today』で、ブライアン・アダムスがこの曲を、ステレオフォニックスがリプライズ・バージョンを録音した。番組では現代のミュージシャンによって同アルバムの曲がオリジナルと同じスタジオ、録音技術を使って録音された。
2007年5月23日、アメリカのオーディション番組『アメリカン・アイドル』シーズン6のフィナーレにて、ケリー・クラークソンとエアロスミスのギタリスト、ジョー・ペリーがこの曲をビートルズメドレーの中で演奏した。
2009年8月25日にチープ・トリックは、オーケストラを伴って本作を含むアルバム『サージェント・ペパーズ・ロンリー・ハーツ・クラブ・バンド』に収録の全曲をカバーするライブを行った。この時の音源がライブ・アルバム『Sgt. Pepper Live』、映像がライブ・ビデオ『Sgt. Pepper Live』として発売された。
2014年にザ・フレーミング・リップスが、カバー・アルバム『With a Little Help from My Fwends』でカバーした。
2016年に発売されたカバー・アルバム『Hello Goodbye』に、GLIM SPANKYによるカバー・バージョンが収録された。

## クレジット
※出典
オリジナル・バージョン
- ポール・マッカートニー - ボーカル、ベース、リードギター
- ジョン・レノン - ハーモニー・ボーカル、リズムギター
- ジョージ・ハリスン - ハーモニー・ボーカル、リズムギター
- リンゴ・スター - ドラム
- ニール・サンダース、ジェームズ・W・バック、トニー・ランデル、ジョン・バーデン - フレンチ・ホルン

リプライズ・バージョン
- ポール・マッカートニー - リード・ボーカル、ベース、ハモンドオルガン
- ジョン・レノン - リード・ボーカル、リズムギター
- ジョージ・ハリスン - リード・ボーカル、リードギター
- リンゴ・スター - ドラム、タンバリン、マラカス